# Georg Rössner
Georg Walter Rössner, född 3 juli 1885 i Leipzig, död 3 september 1972 i Gundelsby, var en tysk konstnär och professor emeritus vid Berlins konstakademi.
Rössner studerade konst för Lovis Corinth samt under studieresor till Paris och Italien. Han utnämndes till professor vid Staatliche Kunstschule i Berlin 1920 och från 1934 även vid Staatliche Hochschule für bildende Künst i Berlin. Efter andra världskriget var han verksam i Västtyskland. Han anlitades som lärare i en utbildningskurs i oljemålning av Tullinge konstgille 1948–1948 och under sin tid i Sverige medverkade han i ett par utställningar bland annat i Vi stockholmare som visades på Stockholms stadsmuseum 1949.